# Bogdanovci
Bogdanovci è un comune della Croazia di 2 366 abitanti della Regione di Vukovar e della Sirmia.